# Chankom
Chankom, es una localidad del estado de Yucatán, México, cabecera del municipio homónimo, ubicada en la región oriental del estado, aproximadamente 40 kilómetros al suroeste de la ciudad de Valladolid.

## Toponimia
El toponímico Chankom significa en idioma maya pequeña olla o barranco, por provenir de los vocablos, chan, pequeño y kom,  barranco. 

## Datos históricos
Chankom está enclavado en el territorio que fue la jurisdicción de los cupules antes de la conquista de Yucatán.
Sobre la fundación de la localidad no se conocen datos precisos antes de la conquista de Yucatán por los españoles. Se sabe, sin embargo, por los vestigios arqueológicos que han sido rescatados, que el lugar estuvo poblado en la época precolombina encontrándose deshabitado a la llegada de los europeos. 
Se desarrolló la localidad durante la colonia, pero hacia mediados del siglo XIX quedó nuevamente despoblada a consecuencia del conflicto social denominado Guerra de Castas. 
Aproximadamente en 1890, se volvió a poblar el sitio quedando como localidad dentro de la jurisdicción de Valladolid. Más tarde, en 1935, el pueblo de Chankom se erigió en cabecera del municipio libre del mismo nombre.

## Sitios de interés
En Chankom y en sus inmediaciones varios yacimientos arqueológicos de la cultura maya precolombina como: Ticimul, Xcocail, Cosil y Kochilá.